# NGC 582
NGC 582 is een balkspiraalstelsel in het sterrenbeeld Driehoek. Het hemelobject werd op 9 augustus 1863 ontdekt door de Duits-Deense astronoom Heinrich Louis d'Arrest.

## Synoniemen
- PGC 5702
- UGC 1094
- MCG 5-4-65
- ZWG 502.105
- IRAS01291+3313